# Thierry Amiel
Thierry Amiel (n. 18 octombrie, 1982) este un cântăreț de origine franceză. El a devenit faimos după clasarea pe locul secund într-un concurs muzical din Franța.